# Lucinda Williams
Lucinda Williams (Bloomingdale, 10 de agosto de 1937) é uma ex-velocista e campeã olímpica norte-americana. Estudante e atleta da Universidade Estadual do Tennessee – como todas as outras integrantes do revezamento, conhecidas como as Tennessee State Tigerbells–  ela competiu nos Jogos Olímpicos de Roma 1960 como integrante do revezamento feminino 4x100 m dos Estados Unidos, conquistando a medalha de ouro ao lado de Wilma Rudolph, Martha Hudson e Barbara Jones, estabelecendo nova marca mundial de 44s5. No ano anterior a seu triunfo olímpico, Williams foi campeã pan-americana dos 100 m,  200 m e 4x100 m nos Jogos Pan-americanos de Chicago.